# Bagüés
Bagüés – gmina w Hiszpanii, w prowincji Saragossa, w Aragonii, o powierzchni 30,72 km². W 2011 roku gmina liczyła 20 mieszkańców.